# Comfortably Numb
«Comfortably Numb» (МФА: [ˈkʌmf(ə)təbli nʌm], с англ. — «Комфортное онемение», «Комфортно оцепеневший») — песня британской рок-группы Pink Floyd из одиннадцатого студийного альбома The Wall. В декабре 1979 года состоялся релиз «Comfortably Numb» в качестве семидюймового сингла с треком «Hey You» на стороне «Б». Это одна из немногих песен в альбоме The Wall, в которых авторство принадлежит дуэту Гилмор-Уотерс. Свой вклад в создание композиции также внёс продюсер Боб Эзрин, сочинивший оркестровый аккомпанемент.
Песня стала очень популярной благодаря двум гитарным соло Гилмора и впоследствии часто исполнялась группой на концертах. «Comfortably Numb» заняла 314-е место в списке 500 величайших песен по версии журнала Rolling Stone, а также 14-е место в сотне лучших песен 1970-х по версии журнала NME. Гитарное соло попало на четвёртую позицию списка 50 величайших соло журнала Guitar World и на первую — в списке журнала Guitarist.

## История
В альбоме The Wall ощущалось доминирование Уотерса как автора и композитора: он являлся автором большинства композиций. «Comfortably Numb» — одна из нескольких работ в альбоме, в написании которых принял участие Дэвид Гилмор. Именно в период, когда записывался новый альбом, напряжение между двумя музыкантами дошло до предела. Своеобразным посредником между ними выступил продюсер Боб Эзрин, также настоявший на включении партии оркестра в запись «Comfortably Numb». Сам Эзрин позже вспоминал:

Я боролся за включение оркестра в запись. <…> Это стало большой проблемой на «Comfortably Numb», которую Дэйв видел в качестве минималистического трека. Роджер встал на мою сторону. Так песня стала совместной работой: это музыка Дэйва, текст Роджера и моя оркестровка.
Оригинальный текст (англ.)I fought for the introduction of the orchestra on that record. <…> This became a big issue on «Comfortably Numb», which Dave saw as a more bare-bones track. Roger sided with me. So the song became a true collaboration—it’s David’s music, Roger’s lyric and my orchestral chart.

 Записывая песню, Гилмор сыграл соло пять-шесть раз и затем последовательно склеил вместе наиболее удачные части. Он использовал электрогитару Fender Stratocaster (знаменитую Black Strat) и фуззбокс Big Muff в сочетании с усилителями Hiwatt DR103 head и Yamaha RA-200.
Текст песни основан на реальном случае из жизни Уотерса, когда он лечился от гепатита и находился под воздействием транквилизаторов, которые ему вкалывал некий доктор из Филадельфии, чтобы он смог выступать на концертах. Уотерс назвал это «попыткой сделать шоу, когда нет сил поднять руку». Некоторые критики проводят параллель со случаем, произошедшим с Сидом Барреттом, когда тот не смог выступить с группой из-за наркотического опьянения.
Гилмор написал музыку и сделал демозапись во время работы над первым сольным проектом. Впервые мелодия пришла ему в голову, когда он уже заканчивал запись своего альбома во французской студии SuperBear Studios, однако отложил демо для будущих проектов. В июле 1992 года фрагмент из демозаписи был проигран на радиошоу Ники Хорна.
Рабочее название композиции — «The Doctor». Она является шестым треком второго диска альбома. В декабре 1979 года был выпущен сингл «Comfortably Numb» (с укороченным вариантом песни длительностью 3:59), однако он в чарты не попал.

## Композиция и текст
«Comfortably Numb» — одна из двух «независимых» песен на The Wall (вторая песня — «Mother»), то есть мелодия не является продолжением предыдущей композиции или началом следующей. Сюжетно песня входит в концепцию альбома, рассказывающую историю душевных переживаний главного героя Пинка Флойда. Согласно содержанию «Comfortably Numb», Пинк должен выступить на концерте, в его сознании звучат голоса, что демонстрирует его отчуждённость от реальности в этот момент. Он слишком слаб, и его обеспокоенный менеджер вызывает врача, который делает Пинку укол.
Голоса, слышные в начале песни, принадлежат (согласно концепции альбома) учителю, поклонницам, спрашивающим, как себя чувствует Пинк, оператору и стучащему в дверь человеку, который говорит музыканту, что пора идти. В первом и третьем куплетах, исполняемых Уотерсом в расслабленной манере, доктор обращается к Пинку, делая ему инъекцию, а второй и четвёртый являют собой воспоминания Пинка о былых временах, когда он был счастлив, — эта часть исполняется Гилмором в более подвижной манере.
Музыка «Comfortably Numb» начинается с приглушённого введения, которое развивается в партию слайд-гитары с сопровождением синтезатора и бас-гитары. Голос Уотерса звучит туманно, через эхо, затем его мрачная партия переходит в светлую мелодию, исполняемую Гилмором, в сопровождении акустической гитары. После каждых двух куплетов звучит гитарное соло. Первое тяжёлое двухминутное соло исполнено в стиле Джими Хендрикса; второе начинается с низких аккордов и быстро набирает темп.
В фильме, снятом по сюжету альбома, этот эпизод немного изменён: доктор вкалывает Пинку наркотик, который только усиливает видения. Пинк вспоминает конкретный эпизод из своего детства, когда он приносит домой крысу, а его мать не разрешает оставить её в доме, из-за чего грызун умирает. Пинк хоронит с ней все свои мечты и иллюзии.

## Концертные исполнения
Песня постоянно исполнялась на концертах Pink Floyd, а потом и на выступлениях Гилмора и Уотерса.
Во время тура The Wall Гилмор исполнял свою часть песни с вершины стены, его фигура подсвечивалась прожекторами и отбрасывала тень на весь зал. Запись этого исполнения вошла в концертный альбом Is There Anybody Out There? The Wall Live 1980–81. После ухода Уотерса из группы её участники продолжали играть «Comfortably Numb» на концертах (1987—1989, 1994). В августе 1988 года была исполнена на концерте на стадионе Nassau Coliseum (Нью-Йорк) и вошла в концертный альбом Delicate Sound of Thunder. Песня также исполнялась группой в 1994 году на выступлении в Лондоне, эта версия вошла в альбом Pulse. В 2005 году Pink Floyd собралась в классическом составе на концерте Live 8, где исполнила несколько песен, в том числе «Comfortably Numb».
В сольных шоу 1984 года Гилмор исполнял песню совместно с Миком Ральфом, который пел партию Уотерса. «Comfortably Numb» также была включена в программу его выступлений 2001—2002 годов. В частности, на концерте 2001 года в Лондоне Гилмор пел совместно с Бобом Гелдофом, который сыграл роль Пинка в фильме «Стена». Песня исполнялась Гилмором на концертах в Альберт-холле (запись вошла в концертный альбом Remember That Night) и в Гданьске (Live in Gdańsk).
Покинув Pink Floyd, Уотерс исполнял песни, написанные им в составе группы, в том числе и «Comfortably Numb». В 1990 году состоялся концерт Уотерса в Берлине (на его основе издан альбом The Wall: Live in Berlin), в котором он исполнил композицию вместе с Ваном Моррисоном. В сентябре следующего года Уотерс исполнял «Comfortably Numb» на концерте Guitar Legends в Севилье (Испания). Во время турне Уотерса The Wall Live (2010—2012) партию Гилмора исполняли разные артисты, 12 мая 2011 года Гилмор присоединился к Уотерсу и выступил с ним на арене О2 (Лондон), сыграв соло «Comfortably Numb» на гитаре Black Strat.

## Признание и отзывы
Есть мнение, что «Comfortably Numb» — одна из лучших песен Pink Floyd благодаря глубокому тексту Уотерса и эмоциональным соло Гилмора. Песня получила множество положительных отзывов от авторитетных изданий. Журнал Rolling Stone назвал «Comfortably Numb» самой грустной песней о наркотиках и поставил её на 314-ю позицию в своём списке 500 величайших песен. Журналист ресурса Allmusic Билл Яновиц оценил музыку песни как великую и бросающую в дрожь, а также похвалил текст Уотерса. В 2011 году композиция вошла в список наиболее популярных у слушателей песен BBC Radio 4 и заняла в нём пятую строчку. По мнению Николаса Шэффнера, автора книги «Блюдце, полное чудес» (англ. Saucerful of Secrets), посвящённой Pink Floyd, «Comfortably Numb» — самый характерный для группы трек в альбоме The Wall.
Особенно высоко критики оценили соло Гилмора. В списке 50 величайших гитарных соло журнала Guitar World соло Гилмора заняло четвёртую строчку. В аналогичном списке журнала Guitarist «Comfortably Numb» укрепилась на первой позиции; журнал назвал звучание гитары Гилмора величественным и энергичным. Фил Тэйлор, техник Pink Floyd, в интервью журналу Guitar World отметил, что Гилмор сумел достичь классического звучания главным образом благодаря своему мастерству игры. Боб Эзрин также восхищался техникой Гилмора, сказав, что «у него лучшие пальцы, с которыми ему приходилось работать».

## Кавер-версии
- Симфоническая версия песни, аранжированная Джезом Коулманом и исполненная Лондонским симфоническим оркестром, вошла в трибьют-альбом Us and Them: Symphonic Pink Floyd[21].
- «Comfortably Numb» вошла во множество трибьют-альбомов Pink Floyd, в том числе в альбом канадской альт-кантри-группы Luther Wright and the Wrongs[англ.] Rebuild the Wall (2001)[22], A Fair Forgery of Pink Floyd (2003) Грэма Паркера, Back Against the Wall[англ.] (2005) рок-музыканта Билли Шервуда?! (совместно с участниками группы Yes) и других исполнителей. На вышедшем в 2009 году диске Pink Floyd the Wall Rebuilt (CD был доступен в декабрьском номере Mojo) разные музыканты исполнили песни из альбома, «Comfortably Numb» сыграл дуэт Ralfe Band[23].
- Немецкий коллектив Gregorian, работающий в стиле григорианского пения, включил кавер-версию «Comfortably Numb» в альбом Masters of Chant Chapter V.
- Группа Staind исполняла акустическую версию песни, которая вошла в сборник The Singles 1996—2006[24].
- Американская поп-группа Scissor Sisters записала танцевальную версию композиции, которая стала третьим треком их дебютного альбома. Ник Мэйсон признался, что ему очень понравилась кавер-версия[25], Уотерс также похвалил песню. Фронтмен группы Джейк Ширз рассказывал в интервью, что Гилмор пригласил его спеть «Comfortably Numb» дуэтом, но за день до концерта решил никого не приглашать, что стало тяжёлым ударом для Ширза[26]:

Так что я практиковал её и упражнялся в вокале, но за день до концерта они решили обойтись без гостей. Они забраковали меня. Сволочи! Это одна из худших вещей, которые вы можете сделать кому-либо. Я ненавижу его [Гилмора] за это.
Оригинальный текст (англ.)So I was practising it and doing my vocal exercises to it, but the day before the gig they decided not to have any guests. They canned me. Bastards! It was one of the worst things you can do to anybody. I kind of hate him for it.

- Ван Моррисон начал включать песню в программу своих концертов с 7 июня 2008 года. Он впервые исполнил «Comfortably Numb» вместе с Роджером Уотерсом в 1990 году на концерте в Берлине[27]. Запись совместного исполнения композиции Уотерса и Моррисона вошла в альбом Van Morrison at the Movies – Soundtrack Hits[англ.]. В таком варианте её можно услышать в фильме «Отступники».
- В 2003 году метал-группы Dream Theater и Queensrÿche вместе играли кавер-версию на концертах[28]. Соло играл гитарист Dream Theater Джон Петруччи.
- Кавер-версия американской певицы Дэйр Уилльямс[англ.] вошла в её альбом My Better Self[англ.] (2005).
- Sisters of Mercy исполняли свою версию песни на концертах, сделав попурри с собственной композицией «Some Kind of Stranger» (из альбома First and Last and Always). Кавер-версия никогда не издавалась, но запись выступления доступна на Youtube и на одном из многочисленных бутлегов группы[29].
- Британская рок-группа Anathema регулярно исполняла кавер-версию на концертах и включила её в официальный DVD A Moment In Time (2006).
- Джаз-трио The Bad Plus[англ.] также записало кавер-версию песни для своего альбома For All I Care[англ.].
- В 2011 году состоялся релиз альбома Celtic Pink Floyd проекта с одноимённым названием, создающего кавер-версии классических композиций Pink Floyd, в том числе и «Comfortably Numb», в жанре кельтский рок[30].
- В альбоме Saudades De rock группы Extreme существует песня Comfortably dumb, сохранившая из оригинала лишь созвучное название и характер написания стихов, в частности "I have become comfortably Dumb". В остальном, структура и звучание песни расходится с первоисточником[источник не указан 131 день].

## Участники записи
В записи приняли участие:
- Роджер Уотерс — текст, вокал, бас-гитара;
- Дэвид Гилмор — музыка, вокал, электрогитара, бас-гитара, синтезатор;
- Ник Мэйсон — ударные;
- Ричард Райт — орган;
- Ли Ритенаур — акустическая гитара;
- Майкл Кэймен — оркестровая аранжировка;
- Боб Эзрин — продюсер, автор аранжировки.